# Chrysobothris chrysoela
Chrysobothris chrysoela är en skalbaggsart som först beskrevs av Johann Karl Wilhelm Illiger 1800.  Chrysobothris chrysoela ingår i släktet Chrysobothris och familjen praktbaggar. Inga underarter finns listade i Catalogue of Life.